# Guess
Guess (také známá jako GUESS?) je americká oděvní společnost, která působí v mnoha zemích včetně České republiky. Guess kromě oblečení také prodává módní doplňky jako hodinky, šperky a parfémy. Má také vlastní značku s názvem Marciano.

## Založení
Guess? založili bratři Georges, Armand, Paul a Maurice Marcianovi z Marseille z Francie. V roce 1977 se přestěhovali do Kalifornie a společnost založili v roce 1981. První peníze na podnikání získali od rodiny Nakashových, která vlastnila obchod s džínami. Jejich prvním produktem byly třízipý styl džíny, který pojmenovali „Marilyn“ (Style # 1015). Obchodní domy a módní kritici zpočátku nebyli příliš ochotní zveřejnit nové „kameně praná džínovina“ džíny, ale v prosinci, když obchodní dům Bloomingdale se nakonec dohodl Georgesem, aby prodávali dvě desítky nových džínů jako laskavost bratrům. Džíny se vyprodaly velice rychle.
V roce 1982 začali vytvářet reklamy a v roce 1985 představili své kultovní černobílé reklamy. Jejich reklamy vyhrály mnoho cen Clio (ceny za tvůrčí reklamy a design). Mezi jejich modelkami byla řada topmodelek jako Claudia Schiffer, Eva Herzigová, a Laetitia Casta.
V roce 1985 ve filmu Roberta Zemeckise Návrat do budoucnosti nosila postava Martyho McFlye (hrál Michael J. Fox) výrazné džínové oblečení značky Guess, údajně navržené speciálně pro film.

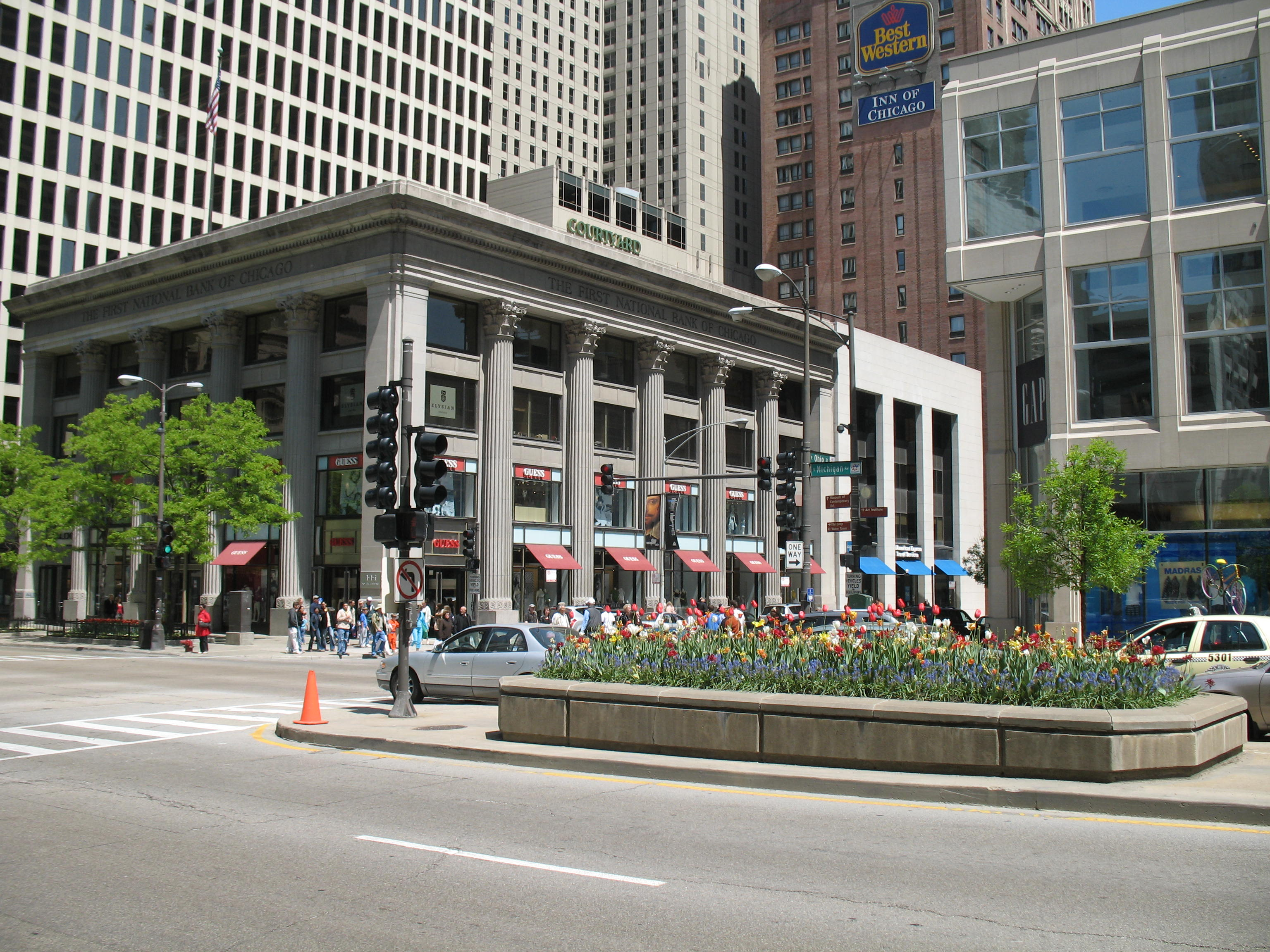
Obchod značky Guess nacházející se v Chicagu

## Historie značky

### Značka Guess Home
V devadesátých letech také došlo k jejich divizi s názvem Guess Home, které uvádělo mladistvou a luxusní kolekci povlečení (Guess byla první společnost, která balila každé prostěradlo, peřinu a polštář v balení, kde fólie vypadala stejně jako vzor na materiálu), stejně tak vydali jejich řadu inovačních ručníků. Do konce desetiletí prodeje klesly a tuto divizi ukončili.

### Zpomalení prodeje
V devadesátých letech začala společnost mírně upadat kvůli nárůstu nových firem jako Calvin Klein, Diesel, Tommy Hilfiger a Gap, které se v té době těšily velké popularitě. Prodej Guessu trpěl a jeho akcie dramaticky klesly.

### Zvýšení prodeje
Na začátku nové dekády začala společnost prosazovat jiný vzhled a smysl pro styl a kontroverznost, která zaplavila společnost v devadesátých letech byla zapomenuta. Marketingové reklamy začaly být více sexy a prodeje Guessu začaly nabírat lepší směr. V roce 2005 začal Guess lákat mnoho nových lidé (zejména dospívající). Od poloviny roku 2003 zásoby obchodů Guess vysoce vzrostly, což mělo u veřejnosti pozitivní ohlasy. Předělávalo se oblečení a doplňky firmy a přinesl několik nových aspektů společnosti.
Guess se snaží opět na velký vliv na módním trhu, tak bratři Marcianovi požádali hotelovou dědičku Paris Hilton, aby se stala novou tváří jejich reklam.

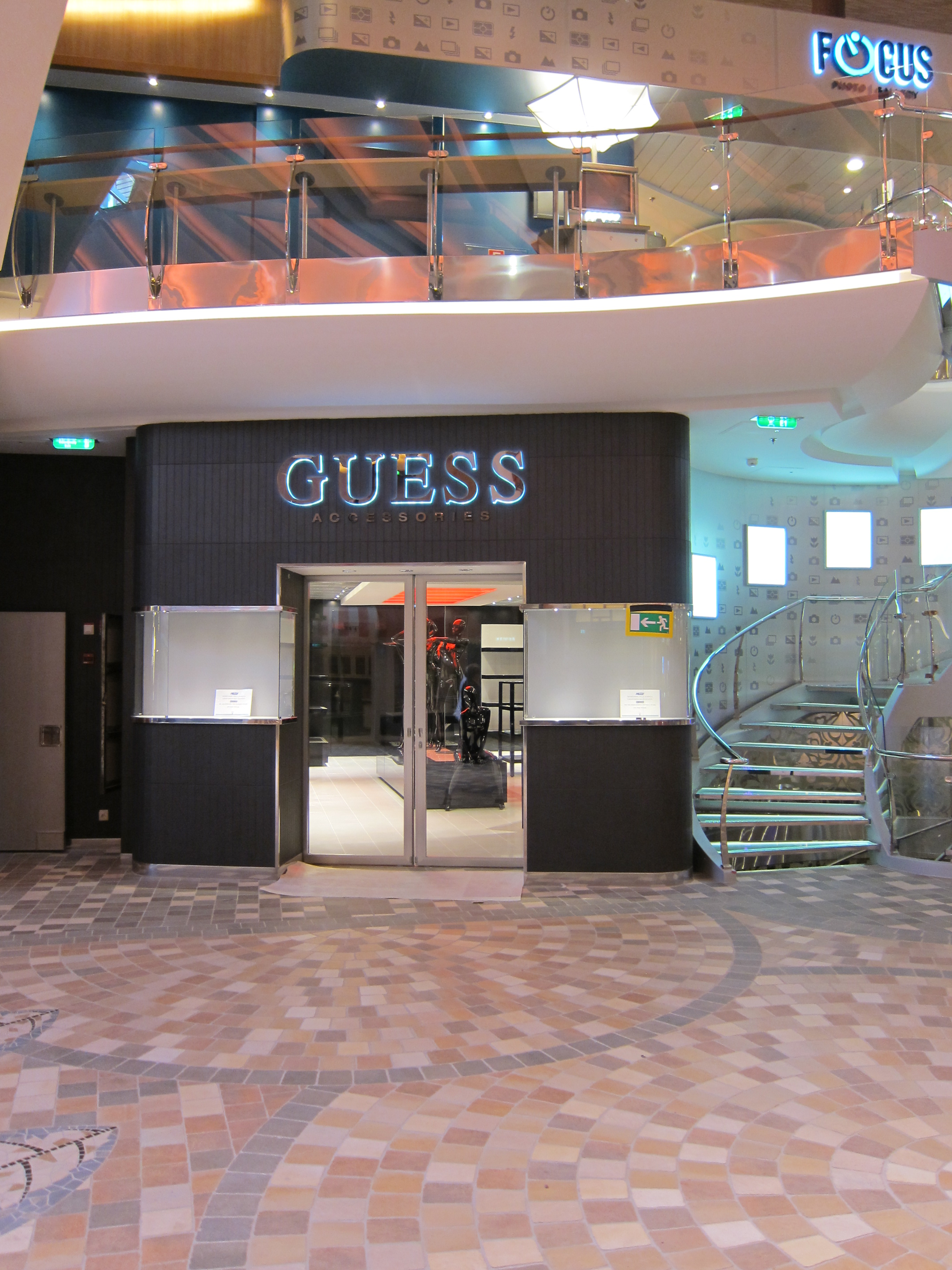
Obchod značky Guess

## Společnost dnes
V roce 2004 společnost oslavila 20. výročí své kolekce hodinek a vydala speciální edici hodinek Guess?. Oddělení šperků bylo také velmi rozšířeno a několik obchodů po celých Spojených státech bylo přestavěno. Také vytvořily levnější kolekci k prodeji exkluzivně pro outlety a představil novou řadu oblečení pro ženy a doplňků s názvem Marciano. Tato řada se vyznačuje stylem inspirovaným přistávací dráhou, exkluzivitou a je v několika prodejních místech po celém světě.
V roce 2005 Guess? začal prodávat parfémy. Na jaře roku 2005 představila společnost parfém Guess for Women. Na jaře 2006 byl představen také parfém Guess? for Me. Guess také pokračoval v navrhování dětské kolekce a v roce 2006 začal propagovat řadu oblečení pro dívky a chlapce pomocí jejich maloobchodních továren. Guess nadále řídí bratři Marcianovi, jsou předsedové a generální ředitelé společnosti. Maurice má na starosti design a růst tržeb, zatímco Paul řídí image společnosti a reklamy. Společnost působí v mnoha zemích po celém světě; nejvíce obchodů se nachází ve Spojených státech a v Kanadě. Během let se image Guessu představila v nezapomenutelných inovativních kampaních, které z ní udělaly rodinnou značku. Má licence a distributory v Jižní Americe, Evropě, Asii, Africe, Austrálii a na Blízkém východě.
Na začátku roku 2007 Guess představil nový koncept firmy s názvem G by Guess. G by Guess je zaměřen na muže a ženy od 16 do 23 let, má více konkurenceschopné ceny a styl, který „přikyvuje Hollywoodu“. Mnoho džín stojí okolo 40 nebo 50 dolarů. Nová značka je cenově podobná Expressu, American Eagle a Gapu. Guess? Již začal silně podporovat novou kolekci po celých Spojených státech. Jejich obchody mají poutací displeje a je v nich vidět módní atmosféra nočních klubů.

## Rozšíření
V říjnu 2006 Guess rozšířil své oddělení obuvi o představení pánské obuvi. Guess se snažil znovu upozornit na boty od jejich vzniku v roce 2003 kvůli nevýraznému prodeji a zájmu. První reakce byla sice zpočátku pomalá, ale začátkem roku 2007 se nová linie pánské obuvi začala postupně zvyšovat a Guess pokračoval v prosazování a zavádění nových designů obuvi. Pánská obuv nyní nabízí více než 15 stylů od sandálů až po společenské boty.
V listopadu 2006 také představili jejich pánskou linku Marciano, která byla k dispozici výhradně na internetových stránkách firmy Guess.com a u vybraných prodejců ve Spojených státech.